# Johnny Reimar
Johnny Reimar (født Reimar Kristensen 12. juni 1943 i Odense) er en dansk sanger, guitarist, producer, tekstforfatter og tv-vært. Han fik sit gennembrud i 1961, hvor han som en del af The Cliffters debuterede på plade og samtidig tog navneforandring til Johnny Reimar. Han fortsatte siden en succesfuld solokarriere, hvor han bl.a. havde stor succes med en række albumudgivelser kaldet Party. Som producer har han bl.a. arbejdet og produceret for Bjørn & Okay, Birthe Kjær og Brødrene Olsen. I 1976 købte han rettighederne til Smølferne og udgav en række album med tegneseriefigurerne med stor succes.
Blandt hans mest kendte sange er "Du burde købe dig en tyrolerhat" og "Sikk' en fest vi har haft nu i nat".

## Karriere
Efter at have spillet i skoleorkestret på Korsløkkeskolen vandt han i 1958, som 15-årig, sammen med sit band en amatørkonkurrence i Fyns Tivoli. Samme år debuterede han med sit første professionelle job ved indvielsen af Allesøhallen på Fyn. I 1959 skiftede han til The Cliffters i København, som to år senere gik ind på førstepladsen på den danske single-hitliste med hittet "How Wonderful to Know". Efterfølgende turnerede de i Tyskland og Nordeuropa og optrådte i 1962 i Cirkusrevyen. I 1963 blev The Cliffters opløst, og Johnny Reimar dannede i stedet bandet The Scarlett, som også hurtigt blev populært og fik flere hits ind på den danske hitliste.
I 1964 skiftede han fra at synge engelsksproget rock til at blive solist på dansk, da han indsang "Lille Fregnede Louise", der solgte over 100.000 eksemplarer. Sangen var hentet i Sverige, hvor gruppen Sven-Ingvars havde haft stor succes med at kombinere den ny pigtrådsmusik med den traditionelle schlager, og Reimars danske udgave var det første seriøse forsøg på det samme i Danmark.
Efterfølgende havde han flere hits, bl.a. "Du burde købe dig en tyrolerhat" (1969), "Sikk' en fest vi har haft nu i nat" (1972), "Olé det var i Spanien" (1972), "Bind dit gule hårbånd" (1972) samt fodboldsangen "Halli, halli, hallo – vi vinder i Mexico" (1986). Det lykkedes ham de næste 25 år at fylde landets sportshaller med sit Party-orkester. I 1970 lancerede Johnny Reimar sin populære Party-serie, der tilsammen har solgt mere end 1 million eksemplarer. I slutningen af 1970'erne fik han desuden stor succes med hittet "Smølfesangen", som han de følgende år turnerede landet rundt med sammen med Smølferne. I 1987 deltog han i Dansk Melodi Grand Prix med sangen "Sig mig hva' du ude på". Samme år blev The Cliffters gendannet og startede en turné med over 2.000 koncerter. Cliffters blev siden husorkester på Færgen Sjælland og kunne i 1994 fejre optræden nr. 500.
I sommeren 1999 fik Reimar på Roskildefestivalen firedobbelt platinplade for en tredobbelt cd med Reimars største succeser og opnåede samtidig en slags kultstatus hos det unge publikum, ikke ulig den som Povl Kjøller havde fået nogle år tidligere.
Han var en del af fagjuryen ved Dansk Melodi Grand Prix 1999.
I 2010'erne og 2020'erne har han oplevet en ny interesse fra særligt unge mennesker.

## Øvrige karriere
Ved siden af sin spirende musikerkarriere uddannede han sig i 1963 til reklametegner, men valgte i stedet at blive producer og udviklede sig op gennem 1960'erne via sin ansættelse som indspilningschef på Nordisk Polyphon, 1963-1971, til at være en af de mest centrale producere i Danmark. Han producerede således fra 1968 og frem bl.a. Savage Rose samt Ache og udgav i 1973 Gnags' første album.
Fra Dansktoppens etablering i september 1968 og frem var Reimar desuden særdeles produktiv og stod for lanceringen af en lang række kendte dansktopkunstnere, heriblandt Bjørn & Okay, Birthe Kjær og Familien Andersen. Det var også Reimar, der stod bag Peter Bellis skifte til dansktopmusikken i slutningen af 1960'erne. I 1971 satte han musicalen Hair op med bl.a. Brødrene Olsen som han senere producerede i en årrække.
Johnny Reimar blev i 1975 direktør for sit eget pladeselskab Starbox – Johnny Reimar Productions, som leverede indspilninger til store pladeselskaber som Philips, Polydor og Sonet. Derudover havde selskabet også udgivelser under det selvstændige navn Starbox og fik bl.a. stor succes med udgivelserne af Tintin-hørespil.
I 1976 købte Johnny Reimar rettighederne til Smølferne i Danmark. Han udgav det første album med Smølferne i 1978 med danske tekster, Johnny Reimar i Smølfeland, som solgte over 100.000 eksemplarer. Det var gruppen Blue Boys der indspillede vokalerne, der blev sat op i dobbelt-tempo. Johnny Reimar turnerede selv med Smølferne iført Smølfe-kostume, og optrådte med over 1.000 show. Da succesen ebbede ud efter 10 år frasolgte Reimar rettighederne til Smølferne.
I starten af 1980'erne blev han forlagsdirektør i Gutenberghus og blev efterfølgende ansat hos Jim Henson og Danmarks Radio, hvor han bl.a. var medvirkende til at synkronisere dukkeserien Fragglerne på flere forskellige sprog.
Johnny Reimar har desuden via sit TV-produktionsselskab TV1 Production produceret flere populære serier til TV2, heriblandt tre julekalendere og en lang række Trolderik, Mario & Louigi og Open Sesame Street. Han har desuden optrådt som TV-vært, hvor han bl.a. var med i TV2s børnequiz Kun for sjov samt programmet Fællessang fra Bakken – Syng med på Bakken på DR1. og i 13 år “Fællessang på Charlie”
I 2000 udgav Johnny Reimar sine erindringer under titlen Mr. Showbiz – fra Rock til Ridder. I 2015 udgav han bogen Stjernemøder.

## Hæder
- 2003: Bakkens Oscar[9]
- 2019: Odense Live Prisen[10]

## Privatliv
Reimar er gift med Annie og bor i Hellerup.

## Diskografi
Diskografien er ikke komplet. Hjælp gerne med at udfylde den
- All Week Long With Johnny Reimar (1963)
- Johnny i Hopla (1966)
- Johnny Reimar (1967)
- På Hat Med Johnny Reimar (1969)
- Party 1 (1971)
- Party 2 (1971)
- Party 3 (1972)
- Olé Det Var I Spanien (1972)
- Party 4 (1972)
- Party 5 (1973)
- Party 6 (1973)
- Party 7 (1974)
- Børneparty 1 (1974)
- Party Tourne (1974)
- Non-Stop Party 8 (1974)
- Johnny Reimar Party - 28 Danske Evergreens (1975)
- Ønske Party 9 (1975)
- Party 10 - Jubilæums-Party (1975)
- Juleparty / Børneparty 2 (1975)
- Johnny Reimar Party Nr. 11 (1976)
- Johnny Reimar Party 12 (1976)
- Halli Halli Hallo (1986)
- 25 års Jubilæumsparty (1994)

### De mest kendte numre
- "Du burde købe dig en tyrolerhat"
- "Lille Fregnede Louise"
- "Sikke'n fest"

Reimars kapelmester, Helmer Olesen, lagde kor og orkester til, samt skrev arrangementer, både til Reimar, Birthe Kjær, Familien Andersen og en lang række andre tophits for både børn og voksne under navnet, Magnet Music Production.